# Campionato del mondo di scacchi 1892
Il campionato del mondo di scacchi 1892 fu conteso tra il campione in carica Wilhelm Steinitz e lo sfidante Michail Ivanovič Čigorin a L'Avana, tra il 1º gennaio e il 28 gennaio. Steinitz conservò il titolo con 10 vittorie a 8.
Fu la seconda sfida per il campionato del mondo tra Steinitz e Čigorin. la prima si era svolta nel 1889, sempre a L'Avana, e fu vinta da Steinitz, sebbene con un margine più largo (10,5 a 6,5).

## Risultati
|   | a | b | c | d | e | f | g | h |   |
| 8 | a7 pedone del nero · b7 pedone del nero · e7 torre del bianco · h7 pedone del nero · d6 alfiere del bianco · e6 cavallo del bianco · f6 re del nero · g6 alfiere del nero · d5 pedone del bianco · f5 pedone del nero · h4 pedone del nero · a2 pedone del bianco · b2 pedone del bianco · d2 torre del nero · e2 torre del nero · h2 pedone del bianco · f1 torre del bianco · h1 re del bianco | a7 pedone del nero · b7 pedone del nero · e7 torre del bianco · h7 pedone del nero · d6 alfiere del bianco · e6 cavallo del bianco · f6 re del nero · g6 alfiere del nero · d5 pedone del bianco · f5 pedone del nero · h4 pedone del nero · a2 pedone del bianco · b2 pedone del bianco · d2 torre del nero · e2 torre del nero · h2 pedone del bianco · f1 torre del bianco · h1 re del bianco | a7 pedone del nero · b7 pedone del nero · e7 torre del bianco · h7 pedone del nero · d6 alfiere del bianco · e6 cavallo del bianco · f6 re del nero · g6 alfiere del nero · d5 pedone del bianco · f5 pedone del nero · h4 pedone del nero · a2 pedone del bianco · b2 pedone del bianco · d2 torre del nero · e2 torre del nero · h2 pedone del bianco · f1 torre del bianco · h1 re del bianco | a7 pedone del nero · b7 pedone del nero · e7 torre del bianco · h7 pedone del nero · d6 alfiere del bianco · e6 cavallo del bianco · f6 re del nero · g6 alfiere del nero · d5 pedone del bianco · f5 pedone del nero · h4 pedone del nero · a2 pedone del bianco · b2 pedone del bianco · d2 torre del nero · e2 torre del nero · h2 pedone del bianco · f1 torre del bianco · h1 re del bianco | a7 pedone del nero · b7 pedone del nero · e7 torre del bianco · h7 pedone del nero · d6 alfiere del bianco · e6 cavallo del bianco · f6 re del nero · g6 alfiere del nero · d5 pedone del bianco · f5 pedone del nero · h4 pedone del nero · a2 pedone del bianco · b2 pedone del bianco · d2 torre del nero · e2 torre del nero · h2 pedone del bianco · f1 torre del bianco · h1 re del bianco | a7 pedone del nero · b7 pedone del nero · e7 torre del bianco · h7 pedone del nero · d6 alfiere del bianco · e6 cavallo del bianco · f6 re del nero · g6 alfiere del nero · d5 pedone del bianco · f5 pedone del nero · h4 pedone del nero · a2 pedone del bianco · b2 pedone del bianco · d2 torre del nero · e2 torre del nero · h2 pedone del bianco · f1 torre del bianco · h1 re del bianco | a7 pedone del nero · b7 pedone del nero · e7 torre del bianco · h7 pedone del nero · d6 alfiere del bianco · e6 cavallo del bianco · f6 re del nero · g6 alfiere del nero · d5 pedone del bianco · f5 pedone del nero · h4 pedone del nero · a2 pedone del bianco · b2 pedone del bianco · d2 torre del nero · e2 torre del nero · h2 pedone del bianco · f1 torre del bianco · h1 re del bianco | a7 pedone del nero · b7 pedone del nero · e7 torre del bianco · h7 pedone del nero · d6 alfiere del bianco · e6 cavallo del bianco · f6 re del nero · g6 alfiere del nero · d5 pedone del bianco · f5 pedone del nero · h4 pedone del nero · a2 pedone del bianco · b2 pedone del bianco · d2 torre del nero · e2 torre del nero · h2 pedone del bianco · f1 torre del bianco · h1 re del bianco | 8 |
| 7 | a7 pedone del nero · b7 pedone del nero · e7 torre del bianco · h7 pedone del nero · d6 alfiere del bianco · e6 cavallo del bianco · f6 re del nero · g6 alfiere del nero · d5 pedone del bianco · f5 pedone del nero · h4 pedone del nero · a2 pedone del bianco · b2 pedone del bianco · d2 torre del nero · e2 torre del nero · h2 pedone del bianco · f1 torre del bianco · h1 re del bianco | a7 pedone del nero · b7 pedone del nero · e7 torre del bianco · h7 pedone del nero · d6 alfiere del bianco · e6 cavallo del bianco · f6 re del nero · g6 alfiere del nero · d5 pedone del bianco · f5 pedone del nero · h4 pedone del nero · a2 pedone del bianco · b2 pedone del bianco · d2 torre del nero · e2 torre del nero · h2 pedone del bianco · f1 torre del bianco · h1 re del bianco | a7 pedone del nero · b7 pedone del nero · e7 torre del bianco · h7 pedone del nero · d6 alfiere del bianco · e6 cavallo del bianco · f6 re del nero · g6 alfiere del nero · d5 pedone del bianco · f5 pedone del nero · h4 pedone del nero · a2 pedone del bianco · b2 pedone del bianco · d2 torre del nero · e2 torre del nero · h2 pedone del bianco · f1 torre del bianco · h1 re del bianco | a7 pedone del nero · b7 pedone del nero · e7 torre del bianco · h7 pedone del nero · d6 alfiere del bianco · e6 cavallo del bianco · f6 re del nero · g6 alfiere del nero · d5 pedone del bianco · f5 pedone del nero · h4 pedone del nero · a2 pedone del bianco · b2 pedone del bianco · d2 torre del nero · e2 torre del nero · h2 pedone del bianco · f1 torre del bianco · h1 re del bianco | a7 pedone del nero · b7 pedone del nero · e7 torre del bianco · h7 pedone del nero · d6 alfiere del bianco · e6 cavallo del bianco · f6 re del nero · g6 alfiere del nero · d5 pedone del bianco · f5 pedone del nero · h4 pedone del nero · a2 pedone del bianco · b2 pedone del bianco · d2 torre del nero · e2 torre del nero · h2 pedone del bianco · f1 torre del bianco · h1 re del bianco | a7 pedone del nero · b7 pedone del nero · e7 torre del bianco · h7 pedone del nero · d6 alfiere del bianco · e6 cavallo del bianco · f6 re del nero · g6 alfiere del nero · d5 pedone del bianco · f5 pedone del nero · h4 pedone del nero · a2 pedone del bianco · b2 pedone del bianco · d2 torre del nero · e2 torre del nero · h2 pedone del bianco · f1 torre del bianco · h1 re del bianco | a7 pedone del nero · b7 pedone del nero · e7 torre del bianco · h7 pedone del nero · d6 alfiere del bianco · e6 cavallo del bianco · f6 re del nero · g6 alfiere del nero · d5 pedone del bianco · f5 pedone del nero · h4 pedone del nero · a2 pedone del bianco · b2 pedone del bianco · d2 torre del nero · e2 torre del nero · h2 pedone del bianco · f1 torre del bianco · h1 re del bianco | a7 pedone del nero · b7 pedone del nero · e7 torre del bianco · h7 pedone del nero · d6 alfiere del bianco · e6 cavallo del bianco · f6 re del nero · g6 alfiere del nero · d5 pedone del bianco · f5 pedone del nero · h4 pedone del nero · a2 pedone del bianco · b2 pedone del bianco · d2 torre del nero · e2 torre del nero · h2 pedone del bianco · f1 torre del bianco · h1 re del bianco | 7 |
| 6 | a7 pedone del nero · b7 pedone del nero · e7 torre del bianco · h7 pedone del nero · d6 alfiere del bianco · e6 cavallo del bianco · f6 re del nero · g6 alfiere del nero · d5 pedone del bianco · f5 pedone del nero · h4 pedone del nero · a2 pedone del bianco · b2 pedone del bianco · d2 torre del nero · e2 torre del nero · h2 pedone del bianco · f1 torre del bianco · h1 re del bianco | a7 pedone del nero · b7 pedone del nero · e7 torre del bianco · h7 pedone del nero · d6 alfiere del bianco · e6 cavallo del bianco · f6 re del nero · g6 alfiere del nero · d5 pedone del bianco · f5 pedone del nero · h4 pedone del nero · a2 pedone del bianco · b2 pedone del bianco · d2 torre del nero · e2 torre del nero · h2 pedone del bianco · f1 torre del bianco · h1 re del bianco | a7 pedone del nero · b7 pedone del nero · e7 torre del bianco · h7 pedone del nero · d6 alfiere del bianco · e6 cavallo del bianco · f6 re del nero · g6 alfiere del nero · d5 pedone del bianco · f5 pedone del nero · h4 pedone del nero · a2 pedone del bianco · b2 pedone del bianco · d2 torre del nero · e2 torre del nero · h2 pedone del bianco · f1 torre del bianco · h1 re del bianco | a7 pedone del nero · b7 pedone del nero · e7 torre del bianco · h7 pedone del nero · d6 alfiere del bianco · e6 cavallo del bianco · f6 re del nero · g6 alfiere del nero · d5 pedone del bianco · f5 pedone del nero · h4 pedone del nero · a2 pedone del bianco · b2 pedone del bianco · d2 torre del nero · e2 torre del nero · h2 pedone del bianco · f1 torre del bianco · h1 re del bianco | a7 pedone del nero · b7 pedone del nero · e7 torre del bianco · h7 pedone del nero · d6 alfiere del bianco · e6 cavallo del bianco · f6 re del nero · g6 alfiere del nero · d5 pedone del bianco · f5 pedone del nero · h4 pedone del nero · a2 pedone del bianco · b2 pedone del bianco · d2 torre del nero · e2 torre del nero · h2 pedone del bianco · f1 torre del bianco · h1 re del bianco | a7 pedone del nero · b7 pedone del nero · e7 torre del bianco · h7 pedone del nero · d6 alfiere del bianco · e6 cavallo del bianco · f6 re del nero · g6 alfiere del nero · d5 pedone del bianco · f5 pedone del nero · h4 pedone del nero · a2 pedone del bianco · b2 pedone del bianco · d2 torre del nero · e2 torre del nero · h2 pedone del bianco · f1 torre del bianco · h1 re del bianco | a7 pedone del nero · b7 pedone del nero · e7 torre del bianco · h7 pedone del nero · d6 alfiere del bianco · e6 cavallo del bianco · f6 re del nero · g6 alfiere del nero · d5 pedone del bianco · f5 pedone del nero · h4 pedone del nero · a2 pedone del bianco · b2 pedone del bianco · d2 torre del nero · e2 torre del nero · h2 pedone del bianco · f1 torre del bianco · h1 re del bianco | a7 pedone del nero · b7 pedone del nero · e7 torre del bianco · h7 pedone del nero · d6 alfiere del bianco · e6 cavallo del bianco · f6 re del nero · g6 alfiere del nero · d5 pedone del bianco · f5 pedone del nero · h4 pedone del nero · a2 pedone del bianco · b2 pedone del bianco · d2 torre del nero · e2 torre del nero · h2 pedone del bianco · f1 torre del bianco · h1 re del bianco | 6 |
| 5 | a7 pedone del nero · b7 pedone del nero · e7 torre del bianco · h7 pedone del nero · d6 alfiere del bianco · e6 cavallo del bianco · f6 re del nero · g6 alfiere del nero · d5 pedone del bianco · f5 pedone del nero · h4 pedone del nero · a2 pedone del bianco · b2 pedone del bianco · d2 torre del nero · e2 torre del nero · h2 pedone del bianco · f1 torre del bianco · h1 re del bianco | a7 pedone del nero · b7 pedone del nero · e7 torre del bianco · h7 pedone del nero · d6 alfiere del bianco · e6 cavallo del bianco · f6 re del nero · g6 alfiere del nero · d5 pedone del bianco · f5 pedone del nero · h4 pedone del nero · a2 pedone del bianco · b2 pedone del bianco · d2 torre del nero · e2 torre del nero · h2 pedone del bianco · f1 torre del bianco · h1 re del bianco | a7 pedone del nero · b7 pedone del nero · e7 torre del bianco · h7 pedone del nero · d6 alfiere del bianco · e6 cavallo del bianco · f6 re del nero · g6 alfiere del nero · d5 pedone del bianco · f5 pedone del nero · h4 pedone del nero · a2 pedone del bianco · b2 pedone del bianco · d2 torre del nero · e2 torre del nero · h2 pedone del bianco · f1 torre del bianco · h1 re del bianco | a7 pedone del nero · b7 pedone del nero · e7 torre del bianco · h7 pedone del nero · d6 alfiere del bianco · e6 cavallo del bianco · f6 re del nero · g6 alfiere del nero · d5 pedone del bianco · f5 pedone del nero · h4 pedone del nero · a2 pedone del bianco · b2 pedone del bianco · d2 torre del nero · e2 torre del nero · h2 pedone del bianco · f1 torre del bianco · h1 re del bianco | a7 pedone del nero · b7 pedone del nero · e7 torre del bianco · h7 pedone del nero · d6 alfiere del bianco · e6 cavallo del bianco · f6 re del nero · g6 alfiere del nero · d5 pedone del bianco · f5 pedone del nero · h4 pedone del nero · a2 pedone del bianco · b2 pedone del bianco · d2 torre del nero · e2 torre del nero · h2 pedone del bianco · f1 torre del bianco · h1 re del bianco | a7 pedone del nero · b7 pedone del nero · e7 torre del bianco · h7 pedone del nero · d6 alfiere del bianco · e6 cavallo del bianco · f6 re del nero · g6 alfiere del nero · d5 pedone del bianco · f5 pedone del nero · h4 pedone del nero · a2 pedone del bianco · b2 pedone del bianco · d2 torre del nero · e2 torre del nero · h2 pedone del bianco · f1 torre del bianco · h1 re del bianco | a7 pedone del nero · b7 pedone del nero · e7 torre del bianco · h7 pedone del nero · d6 alfiere del bianco · e6 cavallo del bianco · f6 re del nero · g6 alfiere del nero · d5 pedone del bianco · f5 pedone del nero · h4 pedone del nero · a2 pedone del bianco · b2 pedone del bianco · d2 torre del nero · e2 torre del nero · h2 pedone del bianco · f1 torre del bianco · h1 re del bianco | a7 pedone del nero · b7 pedone del nero · e7 torre del bianco · h7 pedone del nero · d6 alfiere del bianco · e6 cavallo del bianco · f6 re del nero · g6 alfiere del nero · d5 pedone del bianco · f5 pedone del nero · h4 pedone del nero · a2 pedone del bianco · b2 pedone del bianco · d2 torre del nero · e2 torre del nero · h2 pedone del bianco · f1 torre del bianco · h1 re del bianco | 5 |
| 4 | a7 pedone del nero · b7 pedone del nero · e7 torre del bianco · h7 pedone del nero · d6 alfiere del bianco · e6 cavallo del bianco · f6 re del nero · g6 alfiere del nero · d5 pedone del bianco · f5 pedone del nero · h4 pedone del nero · a2 pedone del bianco · b2 pedone del bianco · d2 torre del nero · e2 torre del nero · h2 pedone del bianco · f1 torre del bianco · h1 re del bianco | a7 pedone del nero · b7 pedone del nero · e7 torre del bianco · h7 pedone del nero · d6 alfiere del bianco · e6 cavallo del bianco · f6 re del nero · g6 alfiere del nero · d5 pedone del bianco · f5 pedone del nero · h4 pedone del nero · a2 pedone del bianco · b2 pedone del bianco · d2 torre del nero · e2 torre del nero · h2 pedone del bianco · f1 torre del bianco · h1 re del bianco | a7 pedone del nero · b7 pedone del nero · e7 torre del bianco · h7 pedone del nero · d6 alfiere del bianco · e6 cavallo del bianco · f6 re del nero · g6 alfiere del nero · d5 pedone del bianco · f5 pedone del nero · h4 pedone del nero · a2 pedone del bianco · b2 pedone del bianco · d2 torre del nero · e2 torre del nero · h2 pedone del bianco · f1 torre del bianco · h1 re del bianco | a7 pedone del nero · b7 pedone del nero · e7 torre del bianco · h7 pedone del nero · d6 alfiere del bianco · e6 cavallo del bianco · f6 re del nero · g6 alfiere del nero · d5 pedone del bianco · f5 pedone del nero · h4 pedone del nero · a2 pedone del bianco · b2 pedone del bianco · d2 torre del nero · e2 torre del nero · h2 pedone del bianco · f1 torre del bianco · h1 re del bianco | a7 pedone del nero · b7 pedone del nero · e7 torre del bianco · h7 pedone del nero · d6 alfiere del bianco · e6 cavallo del bianco · f6 re del nero · g6 alfiere del nero · d5 pedone del bianco · f5 pedone del nero · h4 pedone del nero · a2 pedone del bianco · b2 pedone del bianco · d2 torre del nero · e2 torre del nero · h2 pedone del bianco · f1 torre del bianco · h1 re del bianco | a7 pedone del nero · b7 pedone del nero · e7 torre del bianco · h7 pedone del nero · d6 alfiere del bianco · e6 cavallo del bianco · f6 re del nero · g6 alfiere del nero · d5 pedone del bianco · f5 pedone del nero · h4 pedone del nero · a2 pedone del bianco · b2 pedone del bianco · d2 torre del nero · e2 torre del nero · h2 pedone del bianco · f1 torre del bianco · h1 re del bianco | a7 pedone del nero · b7 pedone del nero · e7 torre del bianco · h7 pedone del nero · d6 alfiere del bianco · e6 cavallo del bianco · f6 re del nero · g6 alfiere del nero · d5 pedone del bianco · f5 pedone del nero · h4 pedone del nero · a2 pedone del bianco · b2 pedone del bianco · d2 torre del nero · e2 torre del nero · h2 pedone del bianco · f1 torre del bianco · h1 re del bianco | a7 pedone del nero · b7 pedone del nero · e7 torre del bianco · h7 pedone del nero · d6 alfiere del bianco · e6 cavallo del bianco · f6 re del nero · g6 alfiere del nero · d5 pedone del bianco · f5 pedone del nero · h4 pedone del nero · a2 pedone del bianco · b2 pedone del bianco · d2 torre del nero · e2 torre del nero · h2 pedone del bianco · f1 torre del bianco · h1 re del bianco | 4 |
| 3 | a7 pedone del nero · b7 pedone del nero · e7 torre del bianco · h7 pedone del nero · d6 alfiere del bianco · e6 cavallo del bianco · f6 re del nero · g6 alfiere del nero · d5 pedone del bianco · f5 pedone del nero · h4 pedone del nero · a2 pedone del bianco · b2 pedone del bianco · d2 torre del nero · e2 torre del nero · h2 pedone del bianco · f1 torre del bianco · h1 re del bianco | a7 pedone del nero · b7 pedone del nero · e7 torre del bianco · h7 pedone del nero · d6 alfiere del bianco · e6 cavallo del bianco · f6 re del nero · g6 alfiere del nero · d5 pedone del bianco · f5 pedone del nero · h4 pedone del nero · a2 pedone del bianco · b2 pedone del bianco · d2 torre del nero · e2 torre del nero · h2 pedone del bianco · f1 torre del bianco · h1 re del bianco | a7 pedone del nero · b7 pedone del nero · e7 torre del bianco · h7 pedone del nero · d6 alfiere del bianco · e6 cavallo del bianco · f6 re del nero · g6 alfiere del nero · d5 pedone del bianco · f5 pedone del nero · h4 pedone del nero · a2 pedone del bianco · b2 pedone del bianco · d2 torre del nero · e2 torre del nero · h2 pedone del bianco · f1 torre del bianco · h1 re del bianco | a7 pedone del nero · b7 pedone del nero · e7 torre del bianco · h7 pedone del nero · d6 alfiere del bianco · e6 cavallo del bianco · f6 re del nero · g6 alfiere del nero · d5 pedone del bianco · f5 pedone del nero · h4 pedone del nero · a2 pedone del bianco · b2 pedone del bianco · d2 torre del nero · e2 torre del nero · h2 pedone del bianco · f1 torre del bianco · h1 re del bianco | a7 pedone del nero · b7 pedone del nero · e7 torre del bianco · h7 pedone del nero · d6 alfiere del bianco · e6 cavallo del bianco · f6 re del nero · g6 alfiere del nero · d5 pedone del bianco · f5 pedone del nero · h4 pedone del nero · a2 pedone del bianco · b2 pedone del bianco · d2 torre del nero · e2 torre del nero · h2 pedone del bianco · f1 torre del bianco · h1 re del bianco | a7 pedone del nero · b7 pedone del nero · e7 torre del bianco · h7 pedone del nero · d6 alfiere del bianco · e6 cavallo del bianco · f6 re del nero · g6 alfiere del nero · d5 pedone del bianco · f5 pedone del nero · h4 pedone del nero · a2 pedone del bianco · b2 pedone del bianco · d2 torre del nero · e2 torre del nero · h2 pedone del bianco · f1 torre del bianco · h1 re del bianco | a7 pedone del nero · b7 pedone del nero · e7 torre del bianco · h7 pedone del nero · d6 alfiere del bianco · e6 cavallo del bianco · f6 re del nero · g6 alfiere del nero · d5 pedone del bianco · f5 pedone del nero · h4 pedone del nero · a2 pedone del bianco · b2 pedone del bianco · d2 torre del nero · e2 torre del nero · h2 pedone del bianco · f1 torre del bianco · h1 re del bianco | a7 pedone del nero · b7 pedone del nero · e7 torre del bianco · h7 pedone del nero · d6 alfiere del bianco · e6 cavallo del bianco · f6 re del nero · g6 alfiere del nero · d5 pedone del bianco · f5 pedone del nero · h4 pedone del nero · a2 pedone del bianco · b2 pedone del bianco · d2 torre del nero · e2 torre del nero · h2 pedone del bianco · f1 torre del bianco · h1 re del bianco | 3 |
| 2 | a7 pedone del nero · b7 pedone del nero · e7 torre del bianco · h7 pedone del nero · d6 alfiere del bianco · e6 cavallo del bianco · f6 re del nero · g6 alfiere del nero · d5 pedone del bianco · f5 pedone del nero · h4 pedone del nero · a2 pedone del bianco · b2 pedone del bianco · d2 torre del nero · e2 torre del nero · h2 pedone del bianco · f1 torre del bianco · h1 re del bianco | a7 pedone del nero · b7 pedone del nero · e7 torre del bianco · h7 pedone del nero · d6 alfiere del bianco · e6 cavallo del bianco · f6 re del nero · g6 alfiere del nero · d5 pedone del bianco · f5 pedone del nero · h4 pedone del nero · a2 pedone del bianco · b2 pedone del bianco · d2 torre del nero · e2 torre del nero · h2 pedone del bianco · f1 torre del bianco · h1 re del bianco | a7 pedone del nero · b7 pedone del nero · e7 torre del bianco · h7 pedone del nero · d6 alfiere del bianco · e6 cavallo del bianco · f6 re del nero · g6 alfiere del nero · d5 pedone del bianco · f5 pedone del nero · h4 pedone del nero · a2 pedone del bianco · b2 pedone del bianco · d2 torre del nero · e2 torre del nero · h2 pedone del bianco · f1 torre del bianco · h1 re del bianco | a7 pedone del nero · b7 pedone del nero · e7 torre del bianco · h7 pedone del nero · d6 alfiere del bianco · e6 cavallo del bianco · f6 re del nero · g6 alfiere del nero · d5 pedone del bianco · f5 pedone del nero · h4 pedone del nero · a2 pedone del bianco · b2 pedone del bianco · d2 torre del nero · e2 torre del nero · h2 pedone del bianco · f1 torre del bianco · h1 re del bianco | a7 pedone del nero · b7 pedone del nero · e7 torre del bianco · h7 pedone del nero · d6 alfiere del bianco · e6 cavallo del bianco · f6 re del nero · g6 alfiere del nero · d5 pedone del bianco · f5 pedone del nero · h4 pedone del nero · a2 pedone del bianco · b2 pedone del bianco · d2 torre del nero · e2 torre del nero · h2 pedone del bianco · f1 torre del bianco · h1 re del bianco | a7 pedone del nero · b7 pedone del nero · e7 torre del bianco · h7 pedone del nero · d6 alfiere del bianco · e6 cavallo del bianco · f6 re del nero · g6 alfiere del nero · d5 pedone del bianco · f5 pedone del nero · h4 pedone del nero · a2 pedone del bianco · b2 pedone del bianco · d2 torre del nero · e2 torre del nero · h2 pedone del bianco · f1 torre del bianco · h1 re del bianco | a7 pedone del nero · b7 pedone del nero · e7 torre del bianco · h7 pedone del nero · d6 alfiere del bianco · e6 cavallo del bianco · f6 re del nero · g6 alfiere del nero · d5 pedone del bianco · f5 pedone del nero · h4 pedone del nero · a2 pedone del bianco · b2 pedone del bianco · d2 torre del nero · e2 torre del nero · h2 pedone del bianco · f1 torre del bianco · h1 re del bianco | a7 pedone del nero · b7 pedone del nero · e7 torre del bianco · h7 pedone del nero · d6 alfiere del bianco · e6 cavallo del bianco · f6 re del nero · g6 alfiere del nero · d5 pedone del bianco · f5 pedone del nero · h4 pedone del nero · a2 pedone del bianco · b2 pedone del bianco · d2 torre del nero · e2 torre del nero · h2 pedone del bianco · f1 torre del bianco · h1 re del bianco | 2 |
| 1 | a7 pedone del nero · b7 pedone del nero · e7 torre del bianco · h7 pedone del nero · d6 alfiere del bianco · e6 cavallo del bianco · f6 re del nero · g6 alfiere del nero · d5 pedone del bianco · f5 pedone del nero · h4 pedone del nero · a2 pedone del bianco · b2 pedone del bianco · d2 torre del nero · e2 torre del nero · h2 pedone del bianco · f1 torre del bianco · h1 re del bianco | a7 pedone del nero · b7 pedone del nero · e7 torre del bianco · h7 pedone del nero · d6 alfiere del bianco · e6 cavallo del bianco · f6 re del nero · g6 alfiere del nero · d5 pedone del bianco · f5 pedone del nero · h4 pedone del nero · a2 pedone del bianco · b2 pedone del bianco · d2 torre del nero · e2 torre del nero · h2 pedone del bianco · f1 torre del bianco · h1 re del bianco | a7 pedone del nero · b7 pedone del nero · e7 torre del bianco · h7 pedone del nero · d6 alfiere del bianco · e6 cavallo del bianco · f6 re del nero · g6 alfiere del nero · d5 pedone del bianco · f5 pedone del nero · h4 pedone del nero · a2 pedone del bianco · b2 pedone del bianco · d2 torre del nero · e2 torre del nero · h2 pedone del bianco · f1 torre del bianco · h1 re del bianco | a7 pedone del nero · b7 pedone del nero · e7 torre del bianco · h7 pedone del nero · d6 alfiere del bianco · e6 cavallo del bianco · f6 re del nero · g6 alfiere del nero · d5 pedone del bianco · f5 pedone del nero · h4 pedone del nero · a2 pedone del bianco · b2 pedone del bianco · d2 torre del nero · e2 torre del nero · h2 pedone del bianco · f1 torre del bianco · h1 re del bianco | a7 pedone del nero · b7 pedone del nero · e7 torre del bianco · h7 pedone del nero · d6 alfiere del bianco · e6 cavallo del bianco · f6 re del nero · g6 alfiere del nero · d5 pedone del bianco · f5 pedone del nero · h4 pedone del nero · a2 pedone del bianco · b2 pedone del bianco · d2 torre del nero · e2 torre del nero · h2 pedone del bianco · f1 torre del bianco · h1 re del bianco | a7 pedone del nero · b7 pedone del nero · e7 torre del bianco · h7 pedone del nero · d6 alfiere del bianco · e6 cavallo del bianco · f6 re del nero · g6 alfiere del nero · d5 pedone del bianco · f5 pedone del nero · h4 pedone del nero · a2 pedone del bianco · b2 pedone del bianco · d2 torre del nero · e2 torre del nero · h2 pedone del bianco · f1 torre del bianco · h1 re del bianco | a7 pedone del nero · b7 pedone del nero · e7 torre del bianco · h7 pedone del nero · d6 alfiere del bianco · e6 cavallo del bianco · f6 re del nero · g6 alfiere del nero · d5 pedone del bianco · f5 pedone del nero · h4 pedone del nero · a2 pedone del bianco · b2 pedone del bianco · d2 torre del nero · e2 torre del nero · h2 pedone del bianco · f1 torre del bianco · h1 re del bianco | a7 pedone del nero · b7 pedone del nero · e7 torre del bianco · h7 pedone del nero · d6 alfiere del bianco · e6 cavallo del bianco · f6 re del nero · g6 alfiere del nero · d5 pedone del bianco · f5 pedone del nero · h4 pedone del nero · a2 pedone del bianco · b2 pedone del bianco · d2 torre del nero · e2 torre del nero · h2 pedone del bianco · f1 torre del bianco · h1 re del bianco | 1 |
|   | a | b | c | d | e | f | g | h |   |

Non è chiaro quali fossero le condizioni di vittoria del match: alcune fonti indicano il raggiungimento di 10 vittorie (e, in caso di parità, l'estensione a 12), mentre altre indicano che fosse al meglio delle 20 partite o delle 8 vittorie: in entrambi i casi i giocatori avrebbero deciso di allungare la sfida per evitare la parità.
Nell'ultima partita del match avvenne uno degli errori più clamorosi in un campionato del mondo: Čigorin, col Bianco, in vantaggio di un pezzo, nella posizione del diagramma, muove infatti 32.Ab4??, sproteggendo il pedone h2, e abbandonando dopo la risposta di Steinitz 32...Txh2+, cui sarebbe seguito 33.Rg1 Tg2#.
|                                 | 1 | 2 | 3 | 4 | 5 | 6 | 7 | 8 | 9 | 10 | 11 | 12 | 13 | 14 | 15 | 16 | 17 | 18 | 19 | 20 | 21 | 22 | 23 | Punti | Vittorie |
| ------------------------------- | - | - | - | - | - | - | - | - | - | -- | -- | -- | -- | -- | -- | -- | -- | -- | -- | -- | -- | -- | -- | ----- | -------- |
| Wilhelm Steinitz ( Stati Uniti) | 0 | ½ | ½ | 1 | ½ | 1 | 0 | 0 | ½ | 0  | 1  | 0  | 1  | 1  | 0  | 1  | 0  | 1  | 0  | 1  | ½  | 1  | 1  | 12,5  | 10       |
| Michail Čigorin ( Impero russo) | 1 | ½ | ½ | 0 | ½ | 0 | 1 | 1 | ½ | 1  | 0  | 1  | 0  | 0  | 1  | 0  | 1  | 0  | 1  | 0  | ½  | 0  | 0  | 10,5  | 8        |